# Бессемер-Бенд (Вайоминг)
Бессемер-Бенд (англ. Bessemer Bend, Wyoming) — статистически обособленная местность, расположенная в округе Натрона (штат Вайоминг, США) с населением в 170 человек по статистическим данным переписи 2000 года.

## География
По данным Бюро переписи населения США статистически обособленная местность Бессемер-Бенд имеет общую площадь в 4,14 квадратных километров, водных ресурсов в черте населённого пункта не имеется.
Статистически обособленная местность Бессемер-Бенд расположена на высоте 1596 метров над уровнем моря.

## Демография
По данным переписи населения 2000 года в Бессемер-Бенде проживало 170 человек, 45 семей, насчитывалось 72 домашних хозяйств и 74 жилых дома. Средняя плотность населения составляла около 42,1 человек на один квадратный километр. Расовый состав Бессемер-Бенда по данным переписи распределился следующим образом: 93,53 % белых, 2,94 % — коренных американцев, 0,59 % — представителей смешанных рас, 2,94 % — других народностей. Испаноговорящие составили 5,29 % от всех жителей статистически обособленной местности.
Из 72 домашних хозяйств в 27,8 % — воспитывали детей в возрасте до 18 лет, 55,6 % представляли собой совместно проживающие супружеские пары, в 4,2 % семей женщины проживали без мужей, 37,5 % не имели семей. 29,2 % от общего числа семей на момент переписи жили самостоятельно, при этом 11,1 % составили одинокие пожилые люди в возрасте 65 лет и старше. Средний размер домашнего хозяйства составил 2,36 человек, а средний размер семьи — 3,02 человек.
Население статистически обособленной местности по возрастному диапазону по данным переписи 2000 года распределилось следующим образом: 22,4 % — жители младше 18 лет, 8,2 % — между 18 и 24 годами, 22,9 % — от 25 до 44 лет, 34,1 % — от 45 до 64 лет и 12,4 % — в возрасте 65 лет и старше. Средний возраст жителей составил 44 года. На каждые 100 женщин в Бессемер-Бенде приходилось 117,9 мужчин, при этом на каждые сто женщин 18 лет и старше приходилось 135,7 мужчин также старше 18 лет.
Средний доход на одно домашнее хозяйство в статистически обособленной местности составил 48 571 доллар США, а средний доход на одну семью — 50 625 долларов. При этом мужчины имели средний доход в 22 344 доллара США в год против 17 321 доллар среднегодового дохода у женщин. Доход на душу населения в статистически обособленной местности составил 24 971 доллар в год. Все семьи Бессемер-Бенда имели доход, превышающий уровень бедности, 2,9 % от всей численности населения находилось на момент переписи населения за чертой бедности, включая 10,2 % старше 65 лет.